# Dasyhelea bullocki
Dasyhelea bullocki är en tvåvingeart som beskrevs av Tokunaga 1958. Dasyhelea bullocki ingår i släktet Dasyhelea och familjen svidknott. Inga underarter finns listade i Catalogue of Life.